# 岡田祥造
岡田 祥造（おかだ しょうぞう、1942年 - ）は、日本の男性バレエダンサー。大阪府大阪市生野区出身。

## 経歴
- 1960年、東勇作に師事。
- 1962年、チャイコフスキー記念東京バレエ学校入学。
- 1965年、チャイコフスキー記念東京バレエ団創立に参加。
- 1967年4月 - 1969年9月、うたのえほん（後の『おかあさんといっしょ』）3代目たいそうのおにいさん。体操は「元気に一、二」（木曜、金曜）、「おもちゃのラッパ」（土曜）を担当。これらの体操は、前代佐久間俊直が担当していたのを引き継いだものである。元気に一、二に関しては、砂川啓介も担当（月曜 - 水曜）していた。
- 1971年、ヨーロッパへ渡り、ロイヤルバレエ・デ・ワロニー（ベルギー）シーズン途中からソリスト契約。
- 1972年、ピーター・バン・ダイクの依頼でニーダーザクセン州立劇場ドイツ・ハノーバにソリスト契約、以後ピーター・バン・ダイクと共にバレエ・デュ・ラン（フランス・ストラスブルク）、グラン・テアター（スイス・ジュネーブ）にソリスト契約。
- 1980年、スイス・ベルン市立劇場ソリスト契約。
- 1985年、妻の素子と「岡田祥造&素子エコール・ドゥ・バレエ」というバレエ教室を設立し、現在は藤井香主催彩の国舞踊団、札幌シティバレエの講師を務める。また外反母趾矯正サンダルを開発し、発売した。
- 2009年5月5日、NHK教育テレビ50周年記念特別番組『ETV50 こどもの日スペシャル〜もう一度見たい教育テレビ第2弾〜（生放送）』に『おかあさんといっしょ』3代目たいそうのおにいさんとして出演し、当時担当した体操「おもちゃのラッパ」を約40年振りに披露した。

## テレビ
- おかあさんといっしょ（当時はうたのえほん）- 3代目たいそうのおにいさん
- ETV50 こどもの日スペシャル〜もう一度見たい教育テレビ第2弾〜

## 舞台
1966年
- オーリガ・タラーソワ振付「アーラとローリ」（ローリ役）
- ソビエト・モスクワ、レーニングラード、カザン公演「日本の四季」（主演）

1974年
- ペリアスとメリーザント（ペリアス役）ピーター・バン・ダイク振り付け。

1975年
- イデアル　・ロミオとジュリエット　（チボルト役）ピーター・バン・ダイク振り付け。

1985年
- パピヨン（主演）
- 美女と野獣（野獣役）